# Acalitus essigi
Acalitus essigi är en spindeldjursart som först beskrevs av Samy K.M. Hassan 1928.  Acalitus essigi ingår i släktet Acalitus och familjen Eriophyidae. Inga underarter finns listade i Catalogue of Life.